# Вемдинг
Вемдинг (нем. Wemding) — город в Германии, в земле Бавария. 
Подчинён административному округу Швабия. Входит в состав района Донау-Рис.  Население составляет 5618 человек (на 31 декабря 2010 года). Занимает площадь 31,69 км². Официальный код  —  09 7 79 228.

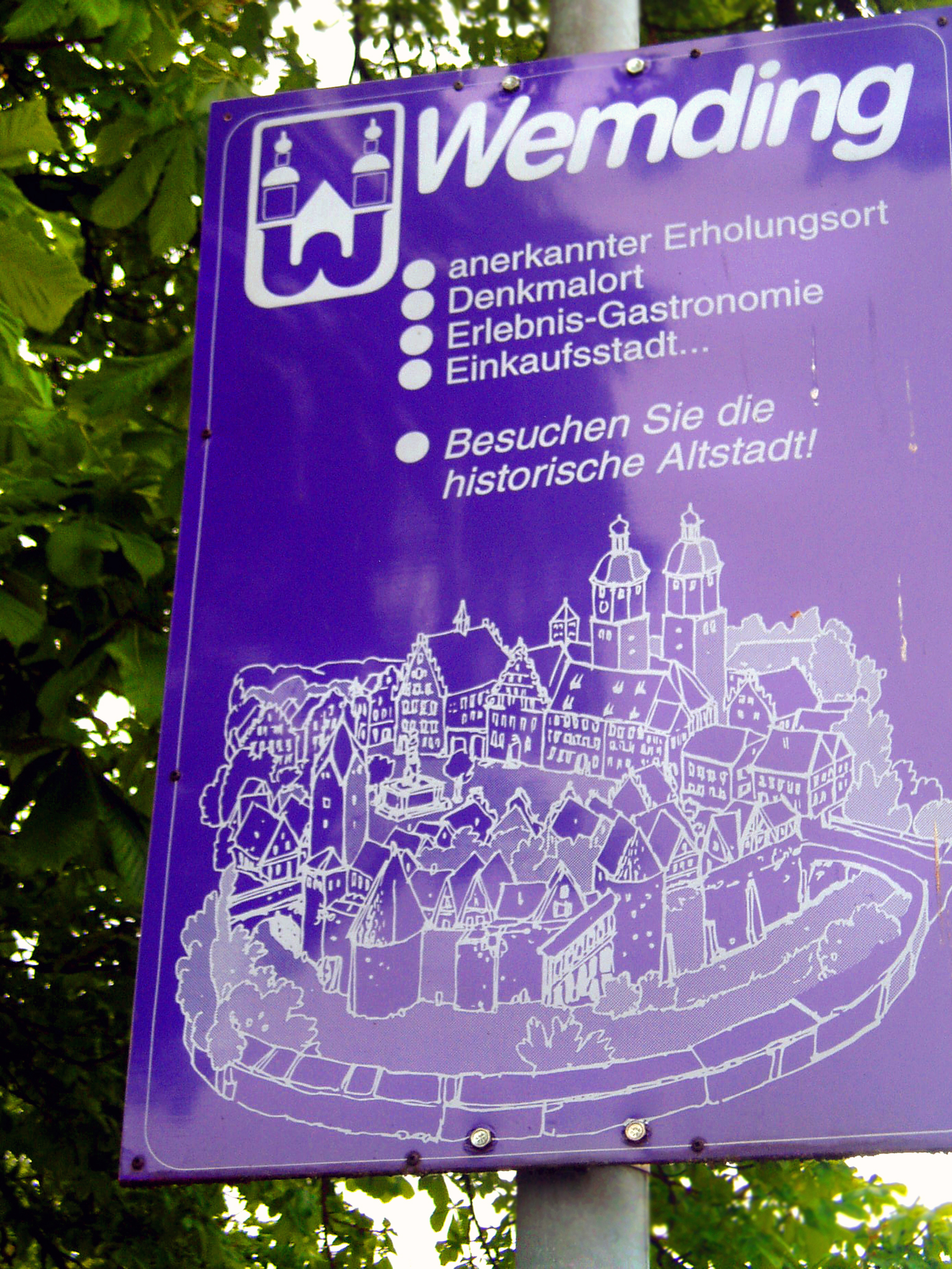
Вемдинг

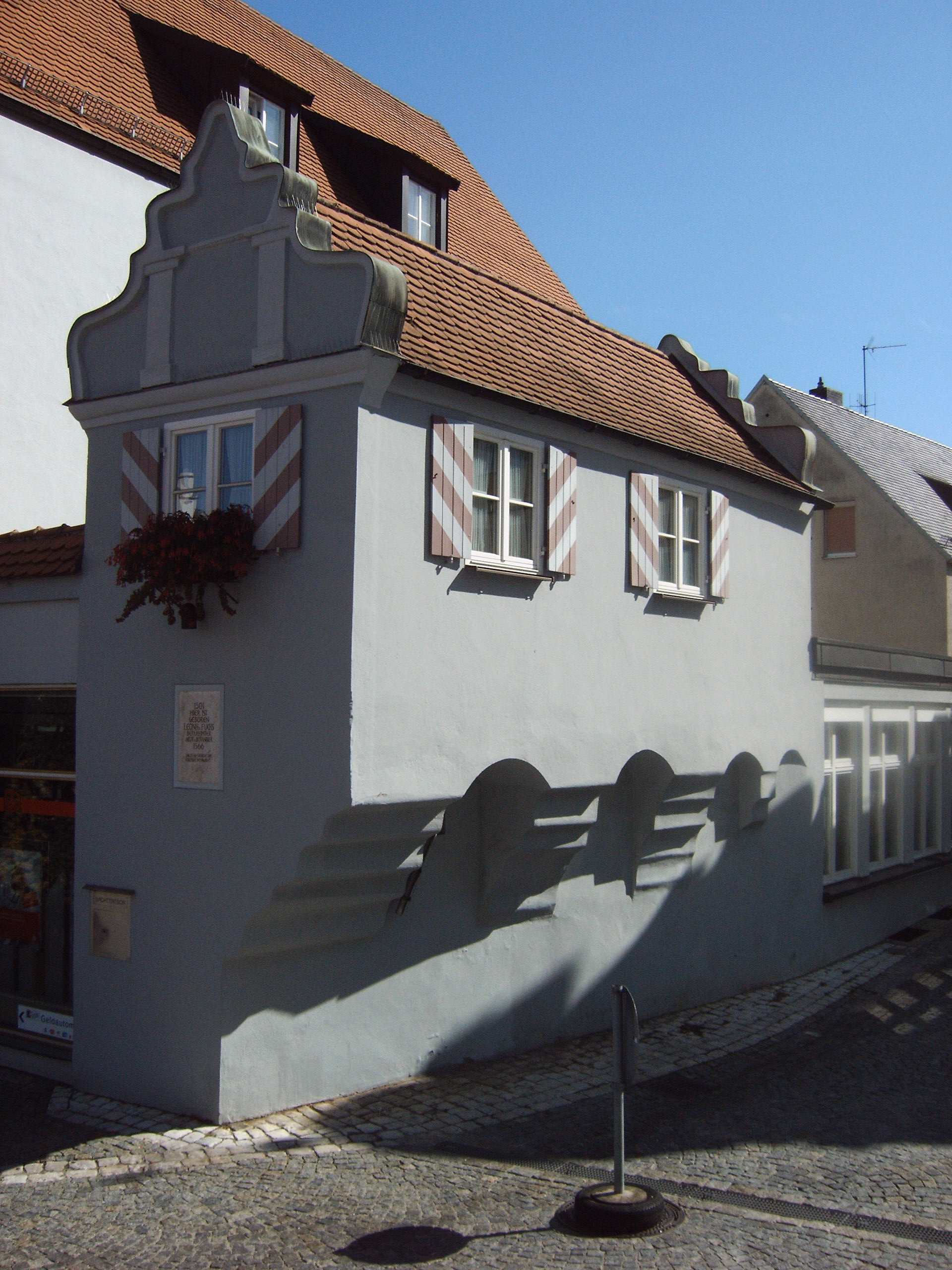
Вемдинг